# Nasaal stemgeluid
Nasaal stemgeluid is een klankvorm van de stem tijdens het spreken waarbij de neus een extra grote rol speelt en waardoor de klank van de stem verandert. Er zijn twee vormen van nasaal spreken:
- Gesloten nasaal, ook wel hyponasale spraak[2] genoemd. In dat geval stroomt geen lucht door de neus tijdens het spreken.
- Open nasaal, ook wel hypernasale spraak genoemd. In dat geval stroomt er juist veel lucht door de neus tijden het spreken.

Sommige acteurs zijn herkenbaar aan hun nasale stemgeluid. Een voorbeeld is de Vlaamse cabaretier Philippe Geubels.

## Oorzaken en gevolgen
Gesloten nasaal spreken kan bijvoorbeeld veroorzaakt worden door een grote neusamandel of neuspoliepen, maar kan ook optreden als iemand met de hand de neus dichtknijpt tijdens het spreken. Het treedt ook op als de neusslijmvliezen zijn opgezwollen bij een verkoudheid. Een scheef neustussenschot kan ten slotte ook een oorzaak zijn van gesloten nasaal spreken. Bij gesloten nasaal spreken worden de nasale medeklinkers, de /m/, /n/ en /ng/, moeilijk verstaanbaar en gaan klinken als een soort /b/.
Open nasaal spreken kan veroorzaakt worden door aangeboren lipspleet of een gehemeltespleet, of door een aangeboren spraakstoornis dysartrie. Als het verhemelte aan de korte kant is, kan een "neuslek", waardoor extra veel lucht door de neus stroomt. Ook kan dit ontstaan doordat spieren in de mond de mondholte afsluiten van de neusholte. Een aangeboren verlamming van de spieren in de mond kan ook open neusspraak veroorzaken. Ziektes als multiple sclerose of Parkinson kunnen een vermindering van de spierkracht in het verhemelte tot gevolg hebben en daardoor open neusspraak. Ook door het zachte gehemelte bewust te laten zakken ontstaat open nasaal geluid. Bij open nasaal spreken worden medeklinkers waarbij geen lucht door de neus gaat, zoals de /s/ en de /p/ moeilijk verstaanbaar.

## Nasaal zingen
Sommige zangers zingen opzettelijk met een nasaal geluid. Voorbeelden zijn Miley Cyrus, Britney Spears , Rihanna en Amy Winehouse. Door nasaal te zingen wordt het stemgeluid luider, hetgeen in de periode voor de elektrische versterking van groot belang was voor zangers.